# Beatrix van Chalon
Beatrix van Chalon (1174 - Tournus, 7 april 1227) was gravin in het oude graafschap Chalon. Zij was een telg uit het oudgrafelijke geslacht Chalon, uit het huis Thiers.

## Geschiedenis
Zij was de enige dochter van Willem III van Chalon en van Beatrix van Hohenstaufen. Zij volgde haar vader in 1203 op als gravin van Chalon.
Alhoewel zij onmiddellijk afhankelijk was van de hertog van Bourgondië, eiste Filips II van Frankrijk dat zij ook aan hem de eed van trouw zwoer.

## Huwelijk en kinderen
Zij was in 1188 gehuwd met Stefanus III van Bourgondië (-1240), graaf van Auxonne (1197), enige bekende zoon van Stefanus II van Bourgondië († 1173), op zijn beurt een zoon van Willem III van Mâcon. Dit huwelijk werd rond 1200 ontbonden, wegens bloedverwantschap.
Hun kinderen waren:
- Stephan, jong overleden (genoemd in 1201)
- Jan I (de Oude), genoemd in 1214 als 'zoon van gravin Beatrix gravin van Chalon, haar opvolger,
- Beatrix, gehuwd met Simon van Joinville,

Zij ging een tweede huwelijk aan met Willem van Barres, hofmeester van de koning. Haar echtgenoot trouwde na de geboorte van hun zoon Jan met Agnes, dochter van Robrecht II van Dreux graaf van Brienne. Hij huwde voor de derde maal met Margaret van Oyselles.
In 1226 trok zij zich terug in Tournus waar ze het jaar daarop op 7 april overleed.